# 星光奇遇結良緣
《星光奇遇結良緣》（日语：今夜、ロマンス劇場で）是2018年日本浪漫幻想電影，由武内英樹導演，宇山佳佑執筆編劇，綾瀨遙、坂口健太郎主演。

## 故事
1960年，年輕的牧野健司(坂口健太郎飾)在片場擔任助導和跑龍套，他一直夢想成為電影導演，閒時最愛到一家舊戲院(「浪漫劇場」)，觀看一部快要被變賣，由他的夢中女神美雪(綾瀨遙飾) 飾演的黑白電影。
就在電影公映最後一天，健司最期待的畫面出現了…美雪公主竟然由螢幕中跳出來，而且是黑白色的！不過，事與願違，如仙女般漂亮的公主真的人如其名，有著嚴重的「公主病」，更橫蠻地命令健司成為她的下僕，起初令健司招架不住。
隨著兩人一起生活，健司漸漸愛上美雪，卻發現他的奇幻戀人有一個難以啟齒的秘密……

## 角色
- 綾瀨遙：美雪（粵語配音：曾秀清）
- 坂口健太郎：牧野健司（粵語配音：陳灝瑋）
- 本田翼：成瀨塔子（粵語配音：凌晞）
- 北村一輝：俊藤龍之介（粵語配音：陳欣）
- 中尾明慶：山中伸太郎（粵語配音：關令翹）
- 石橋杏奈：吉川天音（粵語配音：成瑤孆）
- 西岡德馬：成瀨攝影所長（粵語配音：陳永信）
- 柄本明：本多正（粵語配音：盧國權）
- 加藤剛：牧野健司（晩年）（粵語配音：張炳強）
- 竹中直人：三獸士——狸吉（粵語配音：招世亮）
- 池田鐵洋：三獸士——虎右衛門（粵語配音：翟耀輝）
- 酒井敏也：三獸士——鳩三郎
- 山本浩司
- 山下容莉枝

## 外部連結
- 星光奇遇結良緣 （页面存档备份，存于） - 官方網站
- 星光奇遇結良緣的X（前Twitter）
- 互联网电影数据库（IMDb）上《星光奇遇結良緣》的资料（英文）
- 豆瓣电影上《星光奇遇結良緣》的資料 （简体中文）